# Insulin
Insulín  (tudi inzulin) (latinsko insula pomeni otok) je polipeptidni hormon trebušne slinavke, ki ga izločajo β-celice Langerhansovih otočkov. Iz telečjih trebušnih slinavk pripravljen inzulin se uporablja za zdravljenje nekaterih oblik diabetesa. Povzroča padec koncentracije glukoze v krvi in njeno pretvorbo v glikogen v jetrih.
Kemijska formula inzulina se glasi C254H377N65O75S6.
Inzulin je bil odkrit leta 1922 (odkritje je bilo prvič v celoti objavljeno februarja 1922 v reviji The Journal of Laboratory and Clinical Medicine), januarja 1923 pa so izvedli prvi uspešni klinični poskus na diabetiku.

## Biosinteza in izločanje
Biosinteza inzulina poteka v celicah beta Langerhansovih otočkov trebušne slinavke (pankreasa), kjer se iz preproinzulina sintetizira najprej biološko neučinkovit proinzulin. Sestavljen je iz dveh polipeptidnih verig, A in B (veriga A iz 21, veriga B iz 30 aminokislin), ki sta med
seboj povezani z dvema disulfidnima mostovoma in še z veznim C-peptidom, sestavljenim iz 31 aminokislin. V Golgijevem aparatu se tvorijo zrnca (vezikli), v katerih se pod vplivom endopeptidaz odcepi C-peptid in nastaneta ekvimolarni količini dvoverižnega hormona inzulina in C-peptida, ki se z eksocitozo izločita v zunajcelično tekočino.
Poglavitni dražljaj za sintezo inzulina v celicah beta in izločanje iz njih je koncentracija glukoze v krvi. Celice beta se odzivajo tako na absolutno koncentracijo glukoze v krvi kot na hitrost spremembe njene koncentracije. Inzulin se sicer stalno izloča iz celic beta, ko pa glukoza v krvi poraste, se tudi izločanje inzulina poveča. Glukoza prehaja v celice beta skozi membranski prenašalec, imenovan Glut-2. V celici pride do glikolize in pri tem do porasta znotrajceličnega ATP. Le-ta blokira kalijeve kanalčke v membrani celic beta in celica depolarizira, depolarizacija pa povzroči odprtje od napetosti odvisnih kalcijevih kanalčkov. Vplavljeni kalcijevi ioni sprožijo sproščanje inzulina iz znotrajceličnih mešičkov. Poleg glukoze spodbujajo izločanje inzulina tudi aminokisline (zlasti arginin in levcin), maščobne kisline, parasimpatično živčevje, glukagon, različni hormoni iz prebavil ter zdravila. Izločanje zavira sam inzulin, simpatično živčevje in somatostatin.

## Masni delež posameznega elementa v molekuli insulina
```
- Ogljik-0,531-53,1%
- Vodik-0,066-6,6%
- Dušik-0,158-15,8%
- Kisik-0,209-20,9%
- Žveplo-0,033-3,3%
```